# In cerca della carestia
In cerca della carestia (Akaler Sandhane) è un film del 1981 diretto da Mrinal Sen.